# 昆迪約 (新墨西哥州)
昆迪約（英語：Cundiyo）是位於美國新墨西哥州聖菲縣的普查規定居民點。

## 人口
根據2020年美國人口普查的數據，昆迪約的面積為2.45平方千米，皆為陸地。當地共有人口144人，而人口密度為每平方千米58.78人。